# Itália (földrajzi régió)
Az itáliai földrajzi régió alatt az Appennini-félsziget és a vonzáskörzetébe tartozó területek és szigetek értendők.

## Nevének eredete
Az Itália név eredeti alakja Vitelia lehetett, ami összefüggésben állt a tinó jelentésű latin vitulus szóval. Eredeti forrása az oszk vital(l)iú lehetett. A nomadizáló állattartással foglalkozó dél-itáliai népeket hívták a görögök totemállatukról Italoinak, és ebből alakult ki az Italia területmegnevezés, ami az i. e. 6. században még csak az Appennini-félszigetnek csak a legdélebbbi részét jelölte.

Az Itália elnevezés a római birodalom terjeszkedésével egyre nagyobb földrajzi területet jelentett

## Földrajza
| Olaszország nagyméretű domborzati térképe (nyitható térkép) >>>>>>>>> >>>>>>>>>>> >>>>>>>>>>>                          |
| --- |
| Róma Milánó Nápoly Torino Firenze Palermo Velence Bari Genova Catania Szardínia S z i c í l i a Brescia Bologna Rimini |